# Tabanus fumeus
Tabanus fumeus är en tvåvingeart som beskrevs av Stone 1935. Tabanus fumeus ingår i släktet Tabanus och familjen bromsar. Inga underarter finns listade i Catalogue of Life.